# Daimalos
Daimalos est un village de la municipalité d'Arenas, en Andalousie, dans la province de Malaga, en Espagne.